# モデルイヤー
モデルイヤー（英語: Model year）は、北米において、製品が製造された年を大まかに表すために使われる年である。
なお、実際の年と必ずしも一致するわけではなく、例えば、自動車における2009年モデルは2008年の半ばから生産が開始され、第三四半期以降に販売される。ただし、販売量が少なく在庫が生じた場合は、モデルの変更が遅くなる場合がある。
モデルイヤーを表記する場合、MYの略号が用いられる場合がある。たとえば、「北米における1981年モデルイヤー」を表す場合、「北米81MY」等と表記する。あるいは単に81年モデルと短縮して表記する場合もある。

## 概要
1920年代のゼネラルモーターズで、アルフレッド・スローンによって、自動車を年ごとに小改良して顧客の購買意欲を高める計画的陳腐化と言うシステムが採用された。
現在、アメリカでは主に第3四半期に翌年型モデルを発売する。これは、特に9月末に、エーシーニールセンによって定義されたテレビシーズンがあり、このテレビ放送の視聴率が高い時期に、新しいモデルのテレビCMの放映ができるためである。
なお、米連邦法改正などの理由によりモデルイヤー当初に発表された車種やグレードが翌年の1月1日を境としてカタログ落ちしたり、新たに追加される場合が稀にある。例えば1970MYにおけるフォード・ファルコンの場合、1969年12月31日まではコンパクトカーに区分されるフォード・ファルコン (北米)として販売されていたが、1970年1月1日を境に前述の車種は廃止され、新たにミッドサイズカーであるフォード・トリノのラインナップの一つとして車名が存続する事になった。こうした状況の場合、前者のコンパクトカーとしてのファルコン及び、後者のミッドサイズカーとしてのファルコンはそれぞれ1970½MYと表記される事になる。

## 日本におけるモデルイヤー
日本市場の日本車においては、米国のような秋季を起点としたモデルイヤー制度は一般的ではなく、自動車検査証の記載事項の一つである和暦ベースの初度登録年月を直接引用した年式と呼ばれる表記が行われる事が多い。例えば、初度登録年月が平成3年4月の場合には、平成3年式若しくは1991年式と呼ばれることになる。
なお、天皇の崩御に伴う改元が行われた年の場合には、初度登録年月の状況に応じて二つの和暦年式が混在する場合もある。近年では昭和天皇が崩御した1989年に初度登録された自動車の場合、1月1日から1月7日までに登録された車台番号のもの（実際は官庁御用始めの1月4日から7日の3日間のみしか機会がなかった）は昭和64年式となり、それ以降のものは平成元年式となるが、西暦ベースではどちらも1989年式となっていた。
平成は天皇（上皇明仁）の譲位（生前退位）に伴い、2019年（平成31年）4月30日を以て令和に改元され、2019年式についても1月1日から4月30日までに初度登録される平成31年式と、5月1日以降に登録される令和元年式の二つの和暦年式が混在する事になる。
明治天皇が崩御した1912年は、大正天皇の即位に伴い皇室御料車として僅かな数の自動車が日本自動車を通じて輸入された程度で、まだ日本国内に自動車自体が極僅かな数しか存在しておらず、自動車行政もナンバープレートをはじめ、まだ自家用自動車の登場を想定した法整備が十分に成されていなかったため、1912年式を巡る当時の状況については不明な点が多い。
大正天皇が崩御した1926年は、ゼネラルモーターズのノックダウン生産を行う日本ゼネラル・モータース、日産自動車の前身であるダット自動車製造、前年にはフォード・モーターのノックダウン生産を行う日本フォードといった企業が日本国内に相次いで発足したばかりで、実際に日本国内で製造・組み立てられた車両（日本車）はまだあまり多くはなかった。しかし、輸入車を中心に僅かながら現存している1926年式の車両は、大正15年式とされるものや、昭和元年式とされるものが各種存在しているため、当時も現在と同じ登録日により年式の和暦表記が分かれる規定が存在していたものとみられる。